# برنامه زوند
برنامه زونْد (روسی: Зонд، ت. «به‌معنای کاوشگر») نام دو مجموعه متفاوت از فضاپیمای بدون سرنشین اتحاد جماهیر شوروی بود که بین سال‌های ۱۹۶۴ تا ۱۹۷۰ پرتاب شدند. مجموعه اول که بر پایه کاوشگر سیاره‌ای ۳ام‌وی ساخته شده بود، برای جمع‌آوری اطلاعات دربارهٔ سیارات نزدیک طراحی شده بود.
مجموعه دوم شامل فضاپیماهای آزمایشی بود که به‌عنوان پیش‌زمینه‌ای برای پروازهای کنترل از راه دور و حلقه‌زنی به دور ماه طراحی شده بود. این فضاپیماها نسخه‌ای ساده‌شده از فضاپیمای سایوز بودند که شامل فضاپیمای سایوز و فضاپیمای سایوز بود اما فاقد فضاپیمای سایوز بودند.
دو لاک‌پشت و دیگر موجودات زنده‌ای که در زوند ۵ حضور داشتند، اولین موجودات زمینی بودند که به دور ماه سفر کرده و به زمین بازگشتند.

## مأموریت‌های مبتنی بر کاوشگر سیاره‌ای ۳ام‌وی

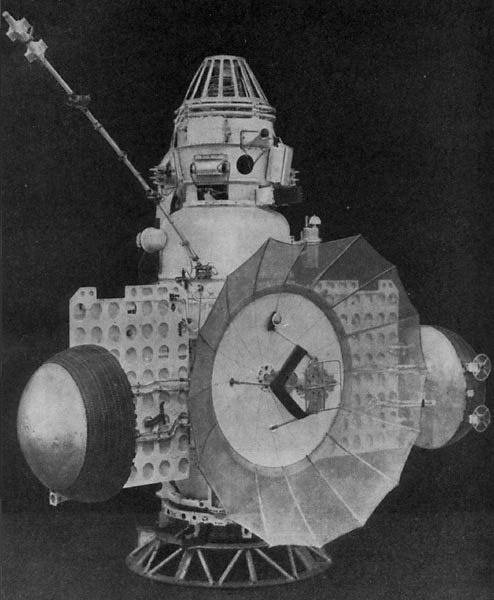
زوند ۲ (میان‌سیاره‌ای) بخشی از خانواده ۳ام‌وی

سه مأموریت اول بر اساس مدل کاوشگر سیاره‌ای ۳ام‌وی  طراحی شده بودند که هدف آن‌ها کاوش در زهره و مریخ بود. پس از دو شکست، زوند ۳ به‌عنوان یک مأموریت آزمایشی ارسال شد و به دومین فضاپیمایی تبدیل شد که از سمت پنهان ماه عکس‌برداری کرد (پس از لونا ۳). این فضاپیما سپس به مدار مریخ ادامه مسیر داد تا سیستم‌های مخابراتی و فنی خود را آزمایش کند.

## مأموریت‌های دور زدن ماه
مأموریت‌های زوند ۴ تا زوند ۸ به‌عنوان پروازهای آزمایشی برای برنامه ماه شوروی در طول مسابقه فضایی طراحی شده بودند. در این مأموریت‌ها از سایوز ۷ک-ال۱ (که به اختصار L1 نیز نامیده می‌شود) استفاده شد. این فضاپیما برای پرتاب به دور ماه از زمین، ساده‌سازی شده بود. این مأموریت‌ها با استفاده از پروتون پرتاب شدند، موشکی که به اندازه کافی قوی بود تا زوند را در یک مسیر بازگشت آزاد به دور ماه بفرستد بدون اینکه وارد مدار ماه شود (مسیر مشابه با پرواز اضطراری آپولو ۱۳). با تغییرات جزئی، زوند توانایی حمل دو فضانورد را نیز داشت.
در آغاز، مشکلات جدی در موشک جدید پروتون و همچنین فضاپیمای جدید سایوز وجود داشت، اما پروازهای آزمایشی با وجود برخی نقص‌ها ادامه یافت. بیشتر مأموریت‌های آزمایشی بین ۱۹۶۷ تا ۱۹۷۰ (زوند ۴ تا زوند ۸) مشکلاتی در هنگام بازگشت به جو زمین داشتند.
فضاپیمای زوند تنها پروازهای خودکار و بدون سرنشین انجام داد. چهار مأموریت آن دچار نقص‌هایی شدند که ممکن بود به خدمه آسیب برساند یا باعث مرگ آن‌ها شود. ابزارهای این مأموریت‌ها داده‌هایی دربارهٔ ریزشهاب‌وارهها، پرتو کیهانی، میدان مغناطیسی، انتشارات رادیویی و باد خورشیدی جمع‌آوری کردند. عکس‌های بسیاری گرفته شد و محموله‌های زیستی نیز ارسال شدند.

## جدول زمانی

### مأموریت‌های مبتنی بر کاوشگر سیاره‌ای ۳ام‌وی
- زوند ۱
  - پرتاب: ۲ آوریل ۱۹۶۴
  - قطع ارتباط: ۱۴ مه ۱۹۶۴
  - عبور از کنار زهره: ۱۴ ژوئیه ۱۹۶۴
- زوند ۲
  - پرتاب: ۳۰ نوامبر ۱۹۶۴
  - قطع ارتباط: مه ۱۹۶۵
  - عبور از کنار مریخ: ۶ اوت ۱۹۶۵
- زوند ۳
  - پرتاب: ۱۸ ژوئیه ۱۹۶۵
  - عبور از کنار ماه: ۲۰ ژوئیه ۱۹۶۵
  - قطع ارتباط: ۳ مارس ۱۹۶۶

### مأموریت‌های آزمایشی Soyuz 7K-L1/L1S
- Kosmos 146
  - پرتاب: ۱۰ مارس ۱۹۶۷
  - پرتاب نمونه اولیه Soyuz 7K-L1P توسط موشک پروتون به مدار بیضوی برنامه‌ریزی‌شده زمین.
- Kosmos 154
  - پرتاب: ۸ آوریل ۱۹۶۷
  - پرتاب نمونه اولیه Soyuz 7K-L1P توسط پروتون که نتوانست وارد مسیر برنامه‌ریزی‌شده ماه شود.
- زوند ۱۹۶۷A
  - پرتاب: ۲۸ سپتامبر ۱۹۶۷
  - مسیر از دست رفته ۶۰ ثانیه پس از پرتاب. برج فرار کپسول زوند را به‌سلامت دور کرد. موشک در فاصله ۶۵ کیلومتر (۴۰ مایل) سقوط کرد.
  - تلاش برای پرواز به ماه.
- زوند ۱۹۶۷B
  - پرتاب: ۲۲ نوامبر ۱۹۶۷
  - نقص در مرحله دوم. کپسول زوند به‌سلامت بازیابی شد. موشک در فاصله ۳۰۰ کیلومتر (۱۹۰ مایل) سقوط کرد.
  - تلاش برای پرواز به ماه.
- زوند ۴
  - پرتاب: ۲ مارس ۱۹۶۸
  - مطالعه مناطق دوردست فضا، توسعه سیستم‌ها و واحدهای جدید برای ایستگاه‌های فضایی.
  - بازگشت به زمین: ۷ مارس ۱۹۶۸ – سیستم خودتخریب به‌صورت خودکار کپسول را در ارتفاع ۱۰ تا ۱۵ کیلومتر (۶٫۲ تا ۹٫۳ مایل) منفجر کرد، در فاصله ۱۸۰–۲۰۰ کیلومتر (۱۱۰–۱۲۰ مایل) از سواحل آفریقا در گینه.
- زوند ۱۹۶۸A
  - پرتاب: ۲۳ آوریل ۱۹۶۸
  - نقص در مرحله دوم ۲۶۰ ثانیه پس از پرتاب.
  - تلاش برای پرواز به ماه.
- زوند ۱۹۶۸B
  - پرتاب: ۲۱ ژوئیه ۱۹۶۸
  - انفجار مرحله بلوک D در سکوی پرتاب، که باعث کشته شدن سه نفر شد.
- زوند ۵
  - پرتاب: ۱۵ سپتامبر ۱۹۶۸
  - پرواز به دور ماه: ۱۸ سپتامبر ۱۹۶۸
  - بازگشت به زمین: ۲۱ سپتامبر ۱۹۶۸
  - محموله زیستی شامل دو لاک‌پشت روسی، مگس‌های شرابی، کرم‌های غذایی، گیاهان، بذرها، باکتری‌ها و دیگر موجودات زنده که اولین موجودات زمینی بودند که به ماه سفر کرده و به‌سلامت بازگشتند.
  - اولین فضاپیمایی که به دور ماه چرخید و به زمین بازگشت.
- زوند ۶
  - پرتاب: ۱۰ نوامبر ۱۹۶۸
  - پرواز به دور ماه: ۱۴ نوامبر ۱۹۶۸
  - بازگشت به زمین: ۱۷ نوامبر ۱۹۶۸
- زوند ۱۹۶۹A
  - پرتاب: ۲۰ ژانویه ۱۹۶۹
  - نقص در مرحله دوم ۲۵ ثانیه زودتر از موعد. پرواز خودکار لغو شد. کپسول به‌سلامت بازیابی شد.
  - تلاش برای پرواز به ماه.
- Zond L1S-1
  - پرتاب: ۲۱ فوریه ۱۹۶۹
  - نقص در مرحله اول. سیستم فرار کپسول ۷۰ ثانیه پس از پرتاب فعال شد. کپسول بازیابی شد.
  - تلاش برای مدار ماه و آزمایش موشک N1.
- زوند L1S-2
  - پرتاب: ۳ ژوئیه ۱۹۶۹
  - نقص در مرحله اول. کپسول بازیابی شد.
  - تلاش برای مدار ماه و آزمایش موشک N1.
- زوند ۷
  - پرتاب: ۷ اوت ۱۹۶۹
  - عبور از کنار ماه: ۱۱ اوت ۱۹۶۹
  - بازگشت به زمین: ۱۴ اوت ۱۹۶۹
- زوند ۸
  - پرتاب: ۲۰ اکتبر ۱۹۷۰
  - عبور از کنار ماه: ۲۴ اکتبر ۱۹۷۰
  - بازگشت به زمین: ۲۷ اکتبر ۱۹۷۰
- زوند ۹
  - برنامه‌ریزی‌شده اما لغو شد. قرار بود در ژوئیه ۱۹۶۹ پرتاب شود و شامل پاول پوپوویچ و ویتالی سواستیانوف باشد اما هیچ‌گاه انجام نشد.
- زوند ۱۰
  - برنامه‌ریزی‌شده اما لغو شد.